# Ochrotrichia serrana
Ochrotrichia serrana is een schietmot uit de familie Hydroptilidae. De soort komt voor in het Neotropisch gebied.